# Aéroport de Telêmaco Borba
L’aéroport de Telêmaco Borba (code IATA : TEC • code OACI : SSVL) est l’aéroport de la ville de Telêmaco Borba au Brésil.